# Johan Abraham Gyllenhaal
Johan Abraham Gyllenhaal, född 8 december 1750, död 24 juli 1788 vid Åtvidaberg. Naturforskare.

## Biografi
Johan Abraham Gyllenhaal var son till kornetten Hans Reinhold Gyllenhaal av adelsätten Gyllenhaal och Anna Catharina Wahlfelt. Hans bror Leonard Gyllenhaal var en berömd entomolog.  Han studerade först juridik vid Lunds universitet, och blev 1769 Carl von Linnés lärjunge vid Uppsala universitet och elev till Torbern Bergman och Daniel Tilas.
1775 lämnade han en forskningsrapport till Bergskollegium som var frukten av ett arbete han sysslat med sedan skoltiden. Han blev samma år direktör för Åtvidabergs kopparverk. 1783 blev han bergmästare, men hade kvar tjänsten vid kopparverket till sin död. Han var ogift, och testamenterade sin betydande naturvetenskapliga samling, sin fastighet och förmögenhet till Vetenskapssocieteten i Uppsala; numera tillhör samlingen universitetsbiblioteket.
Han publicerade ett arbete i paleontologi 1772 om tagghudingar och kambrosiluriska avlagringar. Detta var det enda verk han tryckte, allt annat finns bevarat som handskrifter. Han blev mycket känd under sin samtid, men efter sin död föll han snart i glömska. Rutger Sernander och Hans Sallander ägnade honom båda stor uppmärksamhet.
Under ungdomsåren var Gyllenhaal medlem i det år 1769 grundade Svenska Topographiska Sällskapet i Skara, som bedrev naturalhistoriska studier.